# Aleksander Wyrobek
Aleksander Wyrobek (ur. 7 stycznia 1899 w Poniatowie w powiecie węgrowskim, zm. ?) – polski rzemieślnik, poseł na Sejm PRL II i III kadencji (1957–1965).

## Życiorys
Młodość spędził w Niżnym Nowogrodzie, gdzie został absolwentem szkoły zawodowej i rozpoczął praktykę w obuwnictwie, w 1916 został czeladnikiem. W 1922 wrócił do Polski, pracował w spółkach obuwniczych w charakterze czeladnika w Warszawie. W 1933 zamieszkał w Bydgoszczy, zakładając własny zakład obuwniczy. Walczył w wojnie obronnej Polski, następnie do 1945 przebywał w obozie jenieckim. W 1945 osiadł we Wrocławiu, kontynuował pracę w zawodzie rzemieślnika, uruchomił własny warsztat obuwniczy. Działał w spółdzielczości, pełnił m.in. obowiązki prezesa Spółdzielni Zaopatrzenia i Zbytu. Był członkiem Rady Wojewódzkiego Związku Spółdzielczości Pracy we Wrocławiu oraz Rady Centralnego Związku Spółdzielczości Pracy.
W 1948 związał się ze Stronnictwem Demokratycznym, w jej strukturach pełnił funkcję wiceprzewodniczącego Miejskiego Komitetu we Wrocławiu i członka Wojewódzkiego Komitetu we Wrocławiu. W latach 1948–1950 zasiadał w Miejskiej Radzie Narodowej Wrocławia. W 1957 i 1961 uzyskiwał mandat posła na Sejm PRL z okręgu Wrocław. Przez dwie kadencje zasiadał w Komisji Handlu Wewnętrznego, w III kadencji Sejmu był jej zastępcą przewodniczącego.
Został odznaczony Srebrnym i Złotym Krzyżem Zasługi.